# Broken Hope
Broken Hope est un groupe américain de death metal, originaire de Chicago, Illinois.

## Histoire
Broken Hope est formé en 1988. Le groupe est connu pour être un groupe de death metal accompli, au rythme moyen, avec des voix basses et grondantes. Le groupe est actif pendant environ douze ans, enregistrant cinq albums entre 1991 et 1999.
La première formation de Broken Hope était composée de Joe Ptacek (chant), Jeremy Wagner (guitare rythmique), Brian Griffin (guitare solo) et Ryan Stanek (batterie). Ils signent un contrat avec le label Grindcore/RedLight, alors naissant, et ont enregistré leur premier album, Swamped in Gore. John Book, critique d'AllMusic, compare Swamped in Gore au premier album de Death, Scream Bloody Gore, sorti en 1987.
Après la sortie de Swamped in Gore, Metal Blade Records signe le groupe, qui sort son deuxième album, The Bowels of Repugnance, en 1993. Le troisième album du groupe, Repulsive Conception, en 1995, atteint le Top 25 Metal du CMJ New Music Monthly, tout comme le suivant, Loathing, en 1997, un album qui explore des sujets tels que la domination politique, la nécrophilie et le sexe sans risque.
Le groupe rejoint le tout nouveau label indépendant Martyr Records pour leur cinquième album, Grotesque Blessings, sorti en 1999. Des rumeurs sur la fin du groupe circulent à cette époque, c'est aussi le dernier album sur lequel Joe Ptacek participe, et en avril 2002, Jeremy Wagner rapporte qu'après que Broken Hope ait été dans les limbes pendant environ un an, le groupe s'était dissous.
Lors d'une interview faite en 2007, Wagner explique que plusieurs facteurs, dont le dysfonctionnement du groupe et le manque de soutien de Metal Blade en Europe, avaient contribué à la séparation. Wagner ajoute que les membres du groupe s'étaient rencontrés « en face à face » pour la première fois en cinq ans et avaient discuté d'une éventuelle reformation. Le 20 janvier 2010, le chanteur Joe Ptacek se suicide, à l'âge de 37 ans.
Le groupe se reforme en 2012 avec les anciens membres Shaun Glass et Jeremy Wagner, et les nouveaux membres Mike Miczek et Damian Leski, pour une tournée nord-américaine avec Obituary, Decrepit Birth, Jungle Rot, et Encrust. Omen of Disease sort le 27 septembre 2013 chez Century Media Records. L'ancien batteur du groupe, Ryan Stanek, est mort dans le Wisconsin le 1er mars 2015 d'une crise cardiaque. Il avait 42 ans. Le dernier album de Broken Hope, intitulé Mutilated and Assimilated, sort le 23 juin 2017.

## Discographie

### Albums studio
- 1991 : Swamped in Gore
- 1993 : The Bowels of Repugnance
- 1995 : Repulsive Conception
- 1997 : Loathing
- 1999 : Grotesque Blessings
- 2013 : Omen of Disease
- 2017 : Mutilated and Assimilated

### EP
- 1993 : Hobo Stew

### Autres
- 2015 : Live Disease

### Démos
- 1990 : Broken Hope
- 1990 : Demo 2
- 1993 : Demo '93